# Психофизика
Психофизика је грана психологије која квантитативно проучава везе између физичких стимулуса и њихове перцепције. Психофизика покрива све чулне органе, мада се већина истраживања бави чулом вида. Један од првих представника је био Густав Теодор Фехнер 1860. године са својом књигом „Елементи психофизике“. Термин психофизика је увео Ернст Хајнрих Вебер.
Психофизика се такође односи на општу класу метода које се могу применити за проучавање перцептивног система. Модерне апликације се у великој мери ослањају на мерење прага, анализу идеалног посматрача и теорију детекције сигнала.
Психофизика има широку и важну практичну примену. На пример, у проучавању дигиталне обраде сигнала, психофизика је допринела развоју модела и метода компресије са губицима. Ови модели објашњавају зашто људи примећују веома мали губитак квалитета сигнала када се аудио и видео сигнали форматирају коришћењем компресије са губицима.

## Прагови
Доњи праг или апсолутни праг осетљивости је минимална енергетска вредност, најмањи интензитет дражи који доводи до првог, једва приметног осећаја. Доњи праг јесте термин који се користи у психологији, односно њеној грани, психофизици.
Диференцијални праг или праг разлике, је најмања промена у енергији, најмања промена стимулације која доводи до прве, једва приметне разлике у осетима. Као и код доњег прага, величина диференцијалног прага је обрнуто пропорционална са осетљивошћу. Доњи праг се у крајњем исходу може свести на диференцијални, стога овом другом дају примат и сматрају га бољом мером осетљивости.
Горњи праг јесте највећа количина енергије, највећи интензитет стимулације који се дискриминише - даљим повећавањем интензитета дражи се не мења сензација. То је оно место на скали стимулације после којег се све дражи не разликују међусобно.